# Manderley (película)
Manderley es una película española de tragicomedia de 1981 escrita y dirigida por Jesús Garay y protagonizada por el performer José Pérez Ocaña. La película toma su nombre de la mansión donde vivían los protagonistas de Rebecca de Alfred Hitchcock.

## Sinopsis
Historia de tres jóvenes homosexuales (Olmo, Paula y el actor) con varias crisis personales, que se marchan de la ciudad y deciden pasar el verano juntos a una casa de los padres de uno de ellos en Cantabria. Allí Paula comunica a sus amigos su intención de operarse para cambiar de sexo. Todos esperan que con el cambio de ambiente todo sea diferente, pero con la llegada de la lluvia vuelve la frustración, y al final del verano todos vuelven a la vida urbana sin haber realizado ninguno de los proyectos que se habían propuesto.

## Reparto
- José Pérez Ocaña - Olmo
- Enrique Rada - Paula
- Joan Ferrer - el actor
- Pío Muriedas

## Producción
Fue rodada en el Palacio de la Magdalena de Santander y en Cabezón de la Sal en verano de 1980. La historia le fue inspirada al director por tres amigos suyos. Debido a que la película trata abiertamente sobre la homosexualidad y muestra actitudes consideradas entonces impactantes fue clasificada S y su proyección confinada en las salas X, aunque no tenía nada que ver con la pornografía. El nombre de la película, un homenaje a Hitchcock, es una referencia en el país de Nunca Jamás de Peter Pan, donde los protagonistas pueden transgredir las fronteras del sexo y ser ellos mismos.